# NHK 방송 기술 연구소

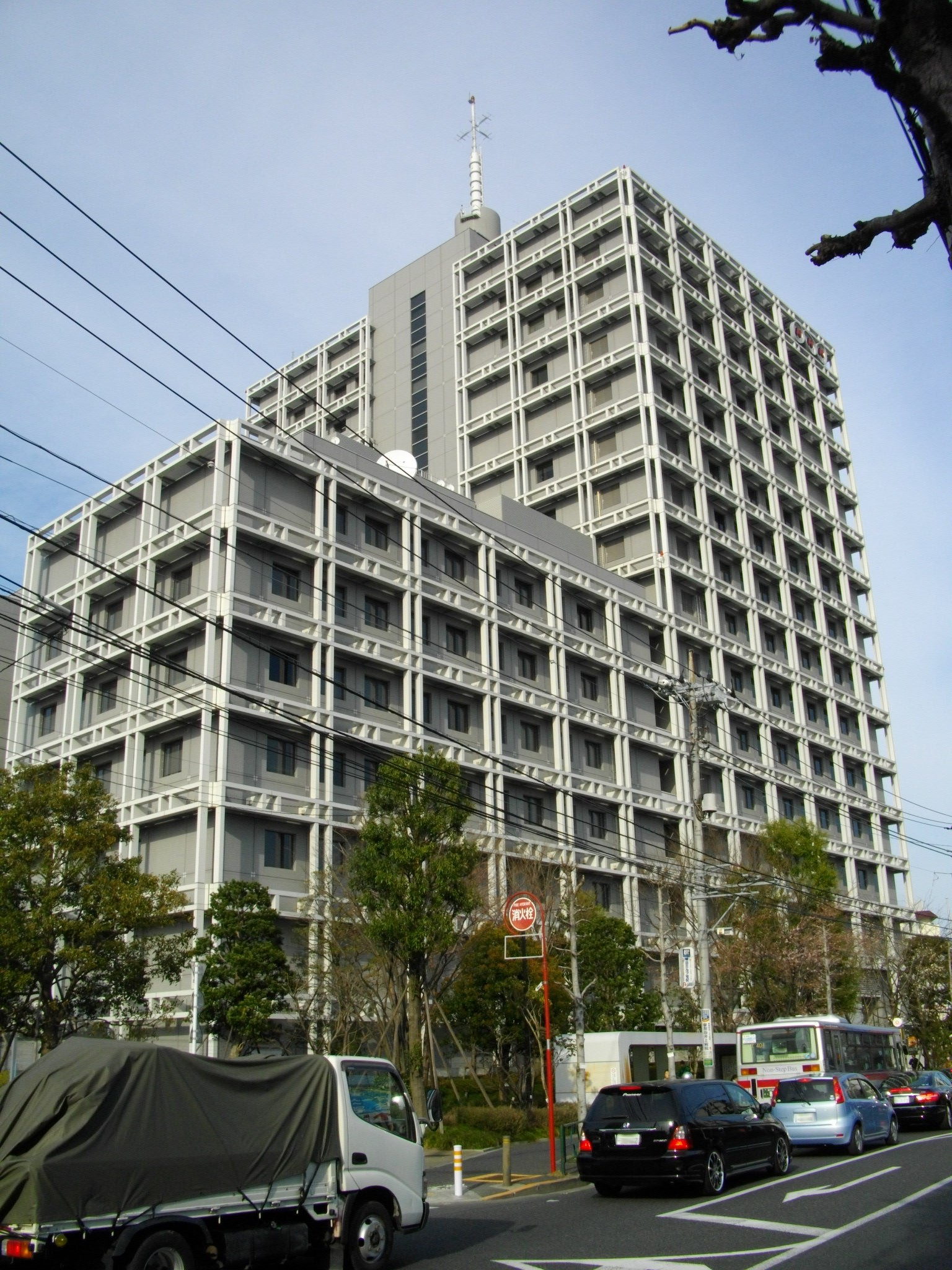
NHK 방송 기술 연구소 본사

NHK 방송 기술 연구소(영어: NHK Science & Technology Research Laboratories), (일본어: NHK放送技術研究所)는 일본방송협회(이하 NHK)가 1930년에 설립한 연구소로서 방송기술을 개발하고 있다. 소재지는 동경 세타가야구.
매년 5월에는 연구소의 성과를 일반에게 공개하고 연구실을 개방하고 있다.
방송용기재의 기술개발을 목적으로 설립되었다. 원래는 NHK의 전신에 해당하는 중앙방송국의 기술부였다. 1930년에는 현재의 방송기술연구소로서 일본의 방송용기재의 기초연구 및 응용연구 그리고 구현까지 수행하고 있다. 다양한 방송용기재의 개발을 담당하는 일본 유일의 방송기재의 연구소이다.
방송기술연구소의 최대의 목적으로 방송기술개발으로 이를 중심으로 방송용 TV카메라를 시작으로 현재는 특수촬영용 TV 카메라를 개발하고 있다. 주로 기술연구소가 개발한 방송용 TV카메라는 초고감도카메라, 초고속도촬영카메라, 초저속도촬영카메라, 적외선촬영카메라 초마이크로촬영카메라, 기류를 가시화하는 카메라 등이 있다. 시스템화된 것으로는 헬리콥터에 탑재하는 카메라, 일기예보용카메라(모든 날씨에 대응가능한 자동제어카메라), 심해해중촬영형카메라, 오토바이탑재카메라, 지진발생시에 방송국내를 촬영하는 자동카메라, 모바일 중계카메라 등이 있다.
이 밖에도 방송기기메이커와의 공동개발을 통해서 긴급방송에 호환가능한 2중방송조절송출시스템, 긴급방송자동송출시스템 등이 있다. 긴급방송은 최종적으로 인간의 판단이 필요하므로 교체 시스템은 최종적으로 인간의 판단에 의해 관리되고 있다.
더군다나 중계기재의 개발도 메이커와 공동개발을 하고 있다. 위에 기술한 시스템화된 방송용 TV카메라는 중계시스템의 경량화가 중요하므로 중계를 송출하는 기술과 동시에 기동형 중계시스템의 개발을 하고 있다.
헬리콥터에 탑재할 목적으로 방송용 TV카메라의 3축관성안정지지시스템 및 심해해중촬영용 케이스 등 방송기재메이커와의 공동개발을 하고 있다.
또한, HDTV의 시대를 넘어서기 위한 HDTV관련 기기류의 개발을 하고 있다. 이와 관련하여 디지털 VTR포맷으로 D1, D2 규격이 만들어졌다. 그 후로 D3 규격이 개발되어, MicroDV를 지나서 DVD 및 Blu-ray Disc까지 기술발전이 오게 되었다.

## 디지털기기의 개발
디지털 음악시대를 선도하는 연구를 실시하였다. Herbert von Karajan이 지휘하는 베를린 필 하모니 관현악단의 제2회 일본공연에서 FM생중계방송을 실시하였으나 당시 신호를 분배하는 방식으로 채용된 기술이 디지털통신방식이었다. 구체적으로 조절실까지가 아날로그 방식으로 일부 FM 방송국으로 신호를 보낼 시에는 PCM12비트, 24kHz로 양자화를 하여, 변조방식은 FSK방식으로 신호를 변환하는 실험을 하였다. 또한 동시에 회전헬멧형 디지털 녹음기기를 개발하여 1969년 5월에는 세계 최초의 2채널 스테레오에 의한 PCM디지털 녹음기의 프로토타입을 완성하였다. 이후에 이 기술은 일본 콜롬비아의 기술진에 넘겨지게 되어 PCM 녹음장치 밒 PCM음원을 LP레코딩하여 제작되게 되었다.

## 하이비전 관련
아날로그하이비전의 신호압축규격인 MUSE방식은, 국제규격으로서 채용되지는 않았으나 고정밀도텔레비전방송의 기술개발, 텔레비전카메라 및 수상기의 고화질화, 고저밀화를 초래하였다. 현재 일본의 디지털하이비전으로는 MUSE방식이 아닌 ISDB방식이 채용되었다.
지상파디지털방식의 경우, 현재 일본과 같은 ISDB방식으로 방송되고 있는 나라는 브라질, 페루 등 남미일부국가이다. 이는 기존의 영상포맷(미국:NTSC/US, 유럽:SECAM/PAL)과의 정합성 및 주파수대역 및 지리적요인에 의한 수신환경의 차이, 정치적 요인등의 원인이 있다. 또한 MUSE방식의 지상파 하이비전 방식은 미국 워싱턴 특별구에서 실험방송을 실시한 적이 있다.

## 기타 기술개발

### 방송기술계

#### virtual studio
쿠로마키 합성기술을 개발하여 CG소재 및 자료영상과 생생한 촬영영상을 합성하여 방송

#### 아인슈타인 프로젝트
방송기술연구소와 건설회사 시미즈 건설의 컴퓨터 부, 실리콘그래픽스사 등의 공동개발 프로젝트에 의하여 하이비전 퀄리티의 컴퓨터 동화상영상개발 플랫폼을 개발

#### 슈퍼 하프관
방송기재메이커 및 마츠하마포토닉스 등의 공동개발에 의하여 전체망원경을 탑재한 Tv 카메라 및 망원렌즈에 탑재한 Tv카메라에 내장하여 어두운 시야 환경에서의 비디오 촬영을 할 수 있음

#### 고신뢰성하이비전카메라
위성에 직접탑재할 수 있는 최초의 하이비전카메라.

### 시청용기기계

#### 얇은 디스플레이의 개발
인쇄회사와 공동으로 얇은 디스플레이 개발예비연구를 함. 샤프, 파나소닉 등의 대형 액정TV 및 플리즈마 디스플레이에 이용되고 있다.

#### 파노라마녹음기술의 개발
음악기기메이커와 공동으로 파이노말녹음기술을 개발. 이 기술은 일본의 헤드폰기술의 기초가 되었다.

#### 녹음용마이크의 개발
음악기기메이커와 공동으로 고감도 마이크로폰을 기술개발. 이 기술은 마이크로폰기술의 기초가 되었다.

## 현재
방송에 관한 기술개발은 성과를 내기까지 시간이 걸리기 때문에 수신료로서 운영되는 연구소의 활동에는 한계가 있다는 견해도 있지만 일본 유일의 방송기술 관련 연구소로서 높은 레벨의 연구성과를 올리고 있다.
아이치 만국박람회에서 공개된 슈퍼하이비전은 기재의 운반에 한계가 있으나 8k4k라는 고해상도를 실현하였다.
통신에 관련하여 규격화를 제안하는 일은 연구소의 업무가 아니지만 IP방식을 이용한 슈퍼하이비전 실험에 관련하여 규격화에 성공하였다. 그 밖에도 방송기재, 시청에 관련한 재료기술에서 방송방식에까지 폭넓은 연구를 하고 있다. 현재 특히 중시하고 있는 분야로 인간과학(또는 인간공학)에 기반한 통신과 방송과의 융합연구를 하고 있다.
앞으로 연구과제로서 고도한 기술이 요구되는 프로페셔널한 방송으로 신뢰성이 높은 방송기술을 개발하고 또한 간단하게 활용할 수 있는 방송기재의 개발, 누구라도 접근 가능한 방송수신시스템의 개발을 공동개발하고 있음.

## 주된 연구성과
- 하이비전
- 슈퍼하이비전
- IP방식 텔레비전
- AxiVision
- 서버형 방송

연구성과는 전문잡지 "방송기술""전파과학"지 등에 게재된다. 또한 관련기업 NHK출판으로부터 "텔레비전기술교과서", "디지털텔레비전기술교과서"등이 간행되고 있다.
2002년 5월쯤 UHDTV(Ultra High Definition Television)를 개발하였다.

## 같이 보기
- 일본방송협회
- 초고선명 텔레비전
- 고효율 비디오 코딩